# Worms: Clan Wars
Worms: Clan Wars è un videogioco di strategia facente parte della saga di worms uscito nel 2013, sviluppato, come i precedenti capitoli, da Team17. È l'ultimo della quarta generazione di Worms uscita (che si differenzia da altri per la grafica tridimensionale, indipendentemente dal gameplay che, come in questo caso, può essere bidimensionale).

## Modalità di gioco
Il gameplay di questo titolo è simile a quello dei predecessori, ovvero creare una squadra di vermi, equipaggiarli con varie armi ed attaccare il clan nemico. Il titolo supporta anche il servizio Steam Workshop per personalizzare l'aspetto dei vermi.
Worms: Clan Wars include anche la modalità multigiocatore online con un proprio servizio di chat, WormNET, e la possibilità di giocare tra clan.